# Gurney flap
Gurney flap (eller wickerbill) er en lille fane eller flap, der går ud fra spidsen på en vinge. Den er typisk placeret i en ret vinkel i forhold til den side af vingeprofilen, hvor trykket er
og projicerer 1% til 2% af vingens luftmodstand.
Gurney flap har navn efter dens opfinder og skaber Dan Gurney.

## Historie
Den første anvendelse af flappen var i 1971, efter Gurney var stoppet som racerkører og som manager på sit eget racerhold.
Hans racerkører Bobby Unser havde testet en ny bil designet af Gurney på Phoenix International Raceway og var utilfreds med bilens ydeevne på banen. Gurney blev nødt til at gøre noget for at genoprette racerkørerens tillid til løbet, og han huskede på nogle eksperimenter fra 1950, som var blevet udført af et racerhold med hækspoiler der var sat på bagenden af bilen, som stoppede opdriften, men på dette tidspunkt mente man ikke at det kunne forbedre ydeevnen, og blev kun brugt til at stabilieres bilerne. Gurney besluttede at tilføje en spoiler på toppen af bagvingen. Anordningen blev fremstillet og monteret på under en time, men Unsers banetider viste sig at være lige så dårlige som før. Da Unser kunne få lov at tale med Gurney under fire øjne, fortalte han at banetiderne med den nye ving var så dårlige, fordi den producerede så meget downforce at bilen understyrede. Det var blot nødvendigt at balancere dette ved at tilføje downforce foran bilen, for at løse problemet.